# Danny Boyle
Danny Boyle (Radcliffe, 20 de Outubro de 1956) é um cineasta e produtor britânico. Vencedor do Oscar, BAFTA, e do Globo de Ouro todos pelo filme Slumdog Millionaire, também é conhecido por filmes como Trainspotting e Extermínio. Em 2011 Danny fez o filme 127 Hours indicado ao Oscar de Melhor Filme, Oscar de Melhor Ator e Oscar de Melhor Roteiro Adaptado. Ele foi o criador de 28 Days Later.
Em 2012, ele foi responsável pela direção da cerimônia de abertura dos Jogos Olímpicos de Londres.
Em 2018 chegou a assumir o roteiro e direção do 25º filme da franquia James Bond, mas deixou o projeto por diferenças criativas, segundo os produtores.

## Filmografia

### Filmes
| Ano  | Filme                | Diretor | Produtor | Escritor |
| ---- | -------------------- | ------- | -------- | -------- |
| 1994 | Shallow Grave        | Sim     |          |          |
| 1996 | Trainspotting        | Sim     |          |          |
| 1997 | A Life Less Ordinary | Sim     |          |          |
| 2000 | The Beach            | Sim     |          |          |
| 2002 | 28 Days Later        | Sim     |          |          |
| 2004 | Millions             | Sim     |          |          |
| 2007 | Sunshine             | Sim     |          |          |
| 2008 | Alien Love Triangle  | Sim     |          |          |
| 2008 | Slumdog Millionaire  | Sim     |          |          |
| 2010 | 127 Hours            | Sim     | Sim      | Sim      |
| 2013 | Trance               | Sim     | Sim      |          |
| 2015 | Steve Jobs           | Sim     | Sim      |          |
| 2017 | T2 Trainspotting     | Sim     | Sim      |          |
| 2019 | Yesterday            | Sim     | Sim      |          |
| 2025 | 28 Years Later       | Sim     | Sim      | Sim      |

### Televisão
| Ano       | Título            | Diretor | Produtor | Roteirista | Notas                                |
| --------- | ----------------- | ------- | -------- | ---------- | ------------------------------------ |
| 1989      | Elephant          | Não     | Sim      | Não        | Curta de TV                          |
| 1989–1993 | Screenplay        | Sim     | Não      | Não        | 3 episódios                          |
| 1990–1992 | Inspector Morse   | Sim     | Não      | Não        | 2 episódios                          |
| 1993      | Mr Wroe's Virgins | Sim     | Não      | Não        | 3 episódios                          |
| 2012      | Isles of Wonder   | Sim     | Não      | Yes        | Cerimonia de abertura das Olimpíadas |
| 2014      | Babylon           | Sim     | Sim      | Não        | Episódio: "Piloto"                   |
| 2017      | The Alternativity | Sim     | Sim      | Não        | Play of Banksy                       |
| 2018      | Trust             | Sim     | Sim      | Não        | 3 episódios                          |
| 2022      | Pistol            | Sim     | Sim      | Não        | Minissérie de seis partes            |

Filmes para TV
| Ano  | Título                                | Diretor | Produtor |
| ---- | ------------------------------------- | ------- | -------- |
| 1987 | Scout                                 | Sim     | Não      |
| 1987 | The Venus de Milo Instead             | Sim     | Não      |
| 1987 | The Rockingham Shoot                  | Não     | Sim      |
| 1989 | Monkeys                               | Sim     | Sim      |
| 1989 | The Nightwatch                        | Sim     | Sim      |
| 1991 | For the Greater Good                  | Sim     | Não      |
| 2001 | Strumpet                              | Sim     | Não      |
| 2001 | Vacuuming Completely Nude in Paradise | Sim     | Não      |

### Equipe recorrente
| Tecnico            | Shallow Grave (1994) | Trainspotting (1996) | A Life Less Ordinary (1997) | The Beach (2000) | 28 Days Later (2002) | Millions (2004) | Sunshine (2007) | Slumdog Millionaire (2008) | 127 Hours (2010) | Trance (2013) | Steve Jobs (2015) | T2 Trainspotting (2017) | Yesterday (2019) (2019) | 28 Years Later (2025) | Notas                 |
| ------------------ | -------------------- | -------------------- | --------------------------- | ---------------- | -------------------- | --------------- | --------------- | -------------------------- | ---------------- | ------------- | ----------------- | ----------------------- | ----------------------- | --------------------- | --------------------- |
| Andrew Macdonald   | Sim                  | Sim                  | Sim                         | Sim              | Sim                  |                 | Sim             |                            |                  |               |                   | Sim                     |                         | Sim                   | Produtor              |
| Christian Colson   |                      |                      |                             |                  |                      |                 |                 | Sim                        | Sim              | Sim           | Sim               | Sim                     |                         |                       | Produtor              |
| John Hodge         | Sim                  | Sim                  | Sim                         | Sim              |                      |                 |                 |                            |                  | Sim           |                   | Sim                     |                         |                       | Roteirista            |
| Simon Beaufoy      |                      |                      |                             |                  |                      |                 |                 | Sim                        | Sim              |               |                   |                         |                         |                       | Roteirista            |
| Alex Garland       |                      |                      |                             |                  | Sim                  |                 | Sim             |                            |                  |               |                   |                         |                         | Sim                   | Roteirista            |
| Anthony Dod Mantle |                      |                      |                             |                  | Sim                  | Sim             |                 | Sim                        | Sim              | Sim           |                   | Sim                     |                         | Sim                   | Diretor de Fotografia |
| Brian Tufano       | Sim                  | Sim                  | Sim                         |                  |                      |                 |                 |                            |                  |               |                   |                         |                         |                       | Diretor de Fotografia |
| Masahiro Hirakubo  | Sim                  | Sim                  | Sim                         | Sim              |                      |                 |                 |                            |                  |               |                   |                         |                         |                       | Editor                |
| Chris Gill         |                      |                      |                             |                  | Sim                  | Sim             | Sim             |                            |                  |               |                   |                         |                         |                       | Editor                |
| Jon Harris         |                      |                      |                             |                  |                      |                 |                 |                            | Sim              | Sim           |                   | Sim                     | Sim                     | Sim                   | Editor                |
| Mark Tildesley     |                      |                      |                             |                  | Sim                  | Sim             | Sim             |                            |                  | Sim           |                   | Sim                     |                         | Sim                   | Diretor de Arte       |
| John Murphy        |                      |                      |                             |                  | Sim                  | Sim             | Sim             |                            |                  |               |                   |                         |                         |                       | Compositor            |